# Schelberg (Sint Geertruid)
De Schelberg is een heuvel in het Heuvelland gelegen nabij Sint Geertruid in het zuiden van de Nederlandse provincie Limburg. Op de top van de helling komt ook de Heiweg naar boven, deze loopt nog iets verder door.

## Wielrennen
De asfaltweg naar de top is in slechte staat.